# Нелегальная разведка
Нелега́льная разве́дка — разведка с нелегальных позиций, то есть вне принятых международных норм (например, дипломатических) и без видимой связи с правительством своей страны.

## Виды разведывательной деятельности
Как вид деятельности осуществляет все виды разведки; это:
- тактическая разведка
- оперативная разведка
- стратегическая разведка

## Специализация разведывательной деятельности
- политическая разведка
- военная разведка
- экономическая разведка
- топографическая разведка

## Лицо, осуществляющее нелегальную разведывательную деятельность
Нелега́л, нелега́льный резиде́нт — советский термин, обозначающий советского разведчика, который работает в иностранном государстве под видом гражданина этого государства или какой-либо третьей страны.
Понятию «нелегальная разведка» частично соответствует американский термин «Non-official cover» (non official cover operative — NOC), который, однако, несколько шире русского понятия, так как включает и работу оперативных сотрудников ЦРУ под неофициальными, но открыто привязанными к США прикрытиями, а также оперативных сотрудников различных правоохранительных органов, не занимающихся разведкой (криминальной полиции, службы борьбы с наркоторговлей и т. п.).
В советский период разведку с нелегальных позиций осуществляли структуры КГБ СССР и Главного разведывательного управления Генерального штаба Вооруженных сил СССР.
В структуре СВР современной России нелегальная разведка не упоминается. Это не означает, что СВР отказалась от ведения разведки с нелегальных позиций. 1 декабря 2010 года в интервью ведущему американского телеканала CNN Ларри Кингу Председатель Правительства России Владимир Путин открыто заявил о существовании службы нелегальной разведки.

Они принадлежат к особой службе — это служба нелегальной разведки. У неё — свои задачи, и эти задачи, как правило, становятся актуальными в кризисные периоды, допустим, в период разрыва дипломатических отношений.

## Нелегальная разведка в искусстве
- Подвиг разведчика
- Мёртвый сезон (фильм, 1968)
- Тетралогия: Ошибка резидента, Судьба резидента, Возвращение резидента, Конец операции «Резидент»
- Штирлиц, Исаев
- Непобедимый (фильм, 2008)
- Код Апокалипсиса
- Красная капелла — телесериал
- Мёбиус
- Щит и меч
- Американцы — телесериал, 2013
- Зорге